# 幸先詣
幸先詣（さいさきもうで）は、新型コロナウイルス感染症の流行第3波渦中で迎える2021年（令和3年）の初詣において、例年のような参拝者による混雑は3つの密な状態であり、ソーシャルディスタンスを確保することが困難であると予想されることから、2020年中から早めに参拝をすることを社寺が推奨するもの。福岡県内の神社がはじめて提唱し、福岡県神社庁が勧奨した。
もともと年末になると「どうぞ良いお年をお迎えください」と挨拶し合う日本の文化があり、正月を迎える準備を12月末までに済ませ「幸先良い」新年を願うという気持ちに合致したことで、またたく間に全国に広がった。幸先参り等を称する社寺もある。

## 幸先詣を実施する社寺

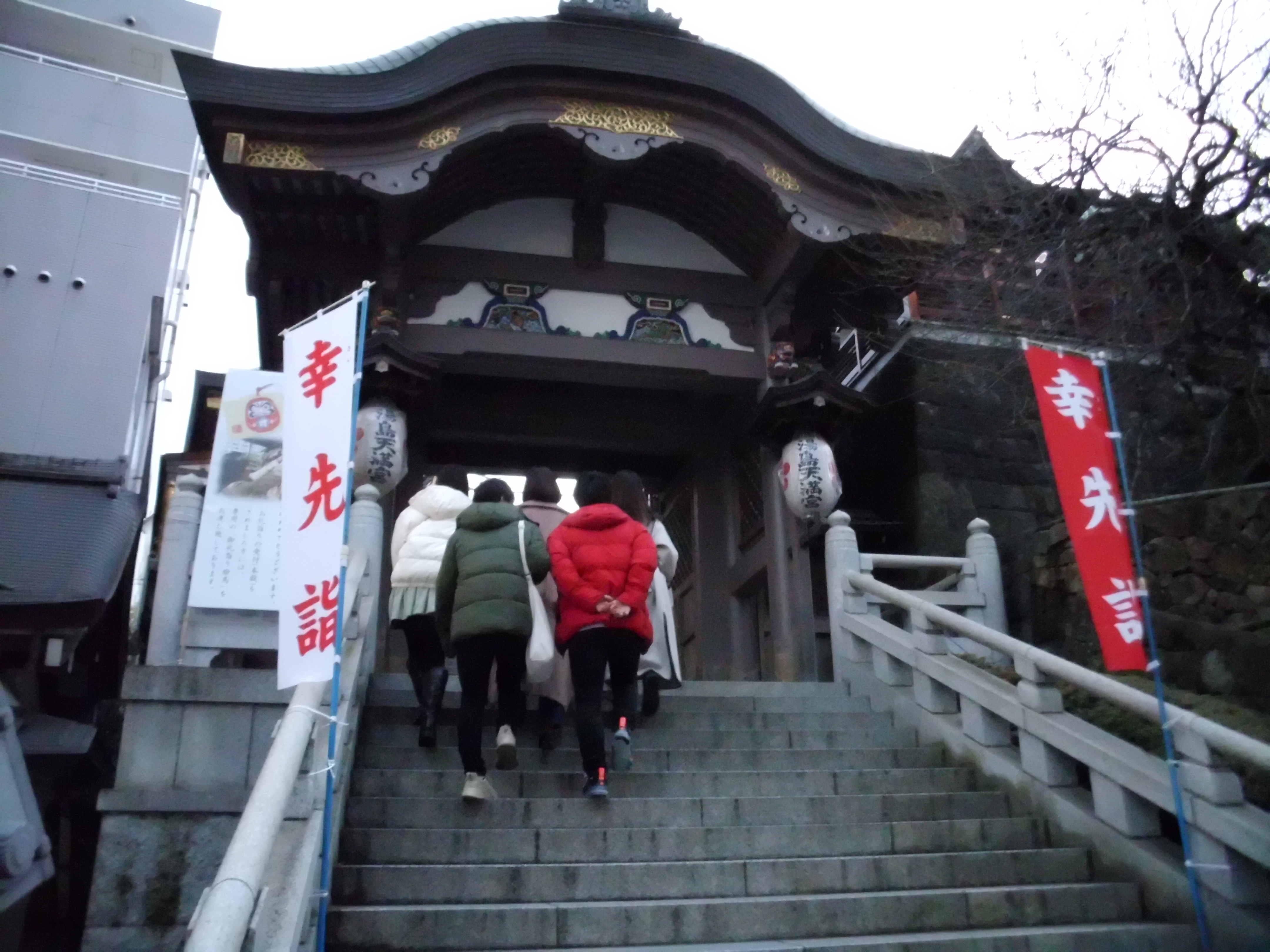
幸先詣の幟をたてる湯島天満宮へ詣でる受験生

- 福岡県内の神社
- 神田明神（東京都千代田区）[3]
- 湯島天満宮（東京都文京区）[4]
- 深大寺（東京都調布市）[5]
- 近江神宮（滋賀県大津市）[6]
- 春日大社（奈良県奈良市）[7]